# Вузькорота жаба
Вузькорота жаба (Breviceps) — рід жаб родини вузькоротих (Brevicipitidae). Має 17 видів.

## Опис
Загальна довжина представників цього роду коливається від 2 до 7 см. Спостерігається статевий диморфізм: самиці набагато більші за самців. Мають коротку голову. Тулуб масивний, кремезний, яйцеподібний. Кінцівки короткі, проте потужні. Забарвлення буре, червонувате, коричнювате з плямочками або смугами.

## Спосіб життя
Полюбляють різні ландшафти: від нагір'я до саван. Трапляються на висоті до 1600—2000 м над рівнем моря. Активні переважно у присмерку. Значний час проводять у схованках. Виходять на поверхню у дощову погоду. Живляться дрібними безхребетними.
Самиці відкладають яйця у порожнинах, у підземних камерах. Відбувається прямий розвиток, з яєць виходять вже сформовані жабенята.

## Розповсюдження
Мешкає у Східній, Екваторіальній та Південній Африці.

## Види
- Breviceps acutirostris
- Breviceps adspersus
- Breviceps bagginsi
- Breviceps branchi
- Breviceps fichus
- Breviceps fuscus
- Breviceps gibbosus
- Breviceps macrops
- Breviceps montanus
- Breviceps mossambicus
- Breviceps namaquensis
- Breviceps ombelanonga
- Breviceps poweri
- Breviceps rosei
- Breviceps sopranus
- Breviceps sylvestris
- Breviceps verrucosus